# Blepharoneura poecilogastra
Blepharoneura poecilogastra es una especie de insecto del género Blepharoneura de la familia Tephritidae del orden Diptera.

## Historia
Friedrich Hermann Loew la describió científicamente por primera vez en el año 1873.